# 木村唯 (政治家)
木村 唯（きむら ゆい、1988年〈昭和63年〉2月19日 -）は、日本の実業家、政治家。広島市議会議員。

## 来歴

### 生い立ち
広島県呉市下蒲刈町大地蔵出身。大地蔵小学校（途中、学校統合により下蒲刈小学校へ編入）下蒲刈中学校、広島県立呉商業高等学校、比治山大学 地域文化政策学科 卒業。
二男一女の末っ子として生まれ、高校時代までを蒲刈で過ごす。出生時、唯（ゆい）という名前で女の子と間違われ、戸籍上「女」だったことがある。

## 学生時代
学生時代はバレーボール、空手、ソフトテニスと様々なスポーツを経験した。

### 社会人経験
2010年、広島市の不動産会社に入社。約4年間、不動産事業で営業マンとして勤めたのち退職。
2014年、広島市の人材派遣会社に入社。約2年間、通信事業や介護事業でマネージャーとして勤めたのち退職。
その後独立し、不動産管理会社であるホライズン株式会社（広島市南区）を設立。
2023年、議員活動に専念するため、代表取締役を退任した。

### 市議会議員
2023年、第20回統一地方選挙（2023年広島市議会議員選挙）に無所属で初出馬。
キャッチコピーは「若い力が原動力」。理念は「即行動」。掲げた政策には、子育て世代の応援・スタートアップ企業の応援・高齢者福祉の充実などがある。広島市南区にて2050票を獲得し無所属・新人ながらも初当選。
会派は日本維新の会・自由民主党所属の議員からなる未来の風 広島維新の会・至誠会。

## 人物
- 趣味はプロ野球観戦、釣り、空手、ソフトバレーボールである。
- 地元、広島東洋カープの熱狂的なファンである。
- 好きな言葉は「日々感謝」。
- 自身のテーマカラーは「ブルー」。